# Emmanuel von Severus
Emmanuel von Severus, né le 24 août 1908 à Vienne (Autriche) et mort le 24 juillet 1997 à l'abbaye de Maria Laach, est un bénédictin et philosophe autrichien.

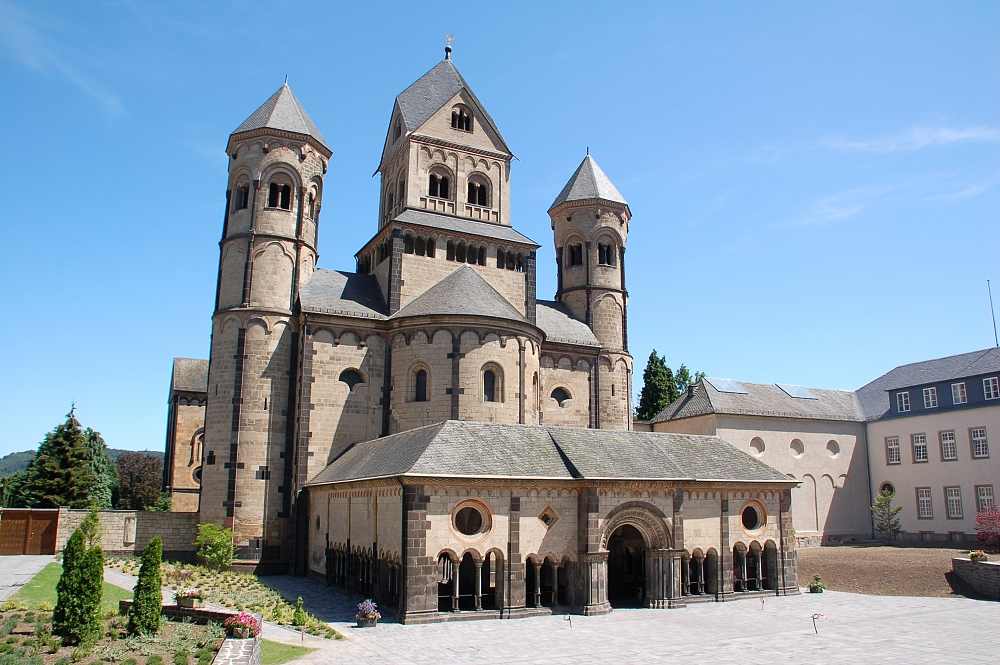
L'abbaye de Maria Laach

## Biographie
Issu d'une famille de la noblesse autrichienne, dont le père était feld-maréchal lieutenant, Emmanuel von Severus entre après ses études secondaires à l'abbaye de Maria Laach en 1928. Il est ordonné prêtre le 5 août 1934 et poursuit ses études à l'athénée pontifical Saint-Anselme à Rome. Après des études de latin et d'Histoire, il devient docteur de philosophie en 1939.
Il acquiert ensuite une renommée internationale grâce à ses traités de questions spirituelles et de critique littéraire, ainsi que d'études historiques sur l'abbaye de Maria Laach.